# Otto Johann Witte
Otto Witte oder Otto Johann Witte, ab circa 1677 Otto Johann von Witte (geboren 1615 in Harburg; gestorben 11. Oktober 1677) war ein deutscher Politiker.

## Leben
Otto Witte ist vermutlich der Sohn des Juristen Michael Witte (gestorben 27. Juni 1619), der den Harburger Welfenherzögen seit 1613 als Kanzler diente.
Er studierte, nachdem er 1634 an der Universität Rostock immatrikuliert wurde, Rechtswissenschaften, und setzte dieses Studium an der Universität Jena fort, nachdem er dort 1638 immatrikuliert wurde. In Jena hörte er wahrscheinlich Vorlesungen beim Staatsrechtler Johannes Limnäus, der die status-mixtus-Lehre begründet hatte, die die Reichsverfassung als eine Mischung aus monarchischen und aristokratischen Elementen beschrieb, und die später das politische Denken Wittes beeinflusste. Über seine Zeit im Dreißigjährigen Krieg und wo er seinen juristischen Doktorgrad erwarb, liegen keine Informationen vor.
Er wurde als Dr. jur. im Haus Braunschweig-Lüneburg in den Staatsdienst aufgenommen, in dem bereits sein Schwiegervater Johann von Drebber († 1647) als Kanzler des letzten Harburger Herzogs tätig war.
1651 war er Geheimer Kammersekretär und kurz darauf Hofrat beim Herzog Christian Ludwig von Braunschweig-Lüneburg; von 1657 bis 1665 führte er die Geschäfte des Herzogs in Frankfurt am Main, um an den Unterhandlungen teilzunehmen, die er für das Haus Braunschweig-Lüneburg führte und am 14. und 15. August 1658 unterzeichnete, sodass das Haus Braunschweig-Lüneburg dem Rheinbund 1658 beitrat. Seit dieser Zeit war er als Vertreter des Fürstentums Lüneburg im Rheinbundrat vertreten und siedelte mit diesem 1662 nach Regensburg über; dort vertrat er im Januar 1663 bei der Eröffnung des Reichstages seinen Herrn.
Im Zusammenhang mit dem Fürstenverein, zu dem sich die drei welfischen Herzöge 1662 mit den Landgrafen von Hessen-Kassel und Hessen-Darmstadt sowie den Herzögen von Württemberg und Pfalz-Neuburg zusammenschlossen, verfasste Witte ein Gutachten, in dem er sich für ein starkes und aktives Fürstenbündnis ausspricht, um den Kurfürsten Zugeständnisse abtrotzen zu können.
Als es nach dem Tod von Herzog Christian Ludwig im März 1665 zu einem Staatsstreich kam, in dem dessen jüngerer Bruder Johann Friedrich von Braunschweig-Calenberg dem älteren Bruder Georg Wilhelm von Braunschweig-Lüneburg in der Besitzergreifung des Fürstentums Lüneburg in Celle zuvorkam, unterstützte Witte den jüngeren Bruder und behauptete für diesen Sitz und Stimme im Reichsfürstenrat. Als Johann Friedrich, nachdem er im Vertrag von Hildesheim das Fürstentum Lüneburg aufgeben musste, den Thron des Fürstentums Calenberg in Hannover bestieg, nahm dieser Witte aus dem cellischen Staatsdienst mit sich herüber und berief ihn 1665 von Regensburg nach Hannover als Geheimer Rat und Hofgerichtsassessor.
1669, nach dem Tod von Kanzler Heinrich Langenbeck, wurde Witte zum Vizekanzler ernannt und 1670 mit der Leitung des gesamten Justizwesens betraut; Johann Friedrich betraute ihn aber weiterhin mit verschiedenen politischen Missionen.
Seine autobiografischen Aufzeichnungen sind durch die Präzision und die Art der Darstellung eine wichtige Quelle für die welfische und allgemeine Geschichte des 17. Jahrhunderts.
Als er verstarb, wurde Ludolf Hugo sein Nachfolger als Vizekanzler.

## Familie
Otto Johann Witte war mit der Tochter des Kanzlers Johann von Drebber verheiratet. Von seinen Kindern ist namentlich bekannt:
- Johann Melchior Witte, Hofrat und Drost zu Münden.

Zu den Nachkommen Wittes zählen
- der in gerader Linie abstammende Kurhannoversche, später Königlich Hannoversche Hof- und Konsistorialrat sowie Kammer- und Klosterkonsulent Christian Friedrich Witte (1771–1841)[1]

## Auszeichnungen und Ehrungen
Otto Johann Witte wurde kurz vor seinem Tode etwa 1677 in Hannover von Kaiser Leopold in den Adelsstand erhoben.

## Schriften (Auswahl)
- Gottfried Fibig; Heinrich Bessel; Georg Frantzke;  Otto Johann Witte: Collegii Legalis Publici Disputatio Secunda: Qua in alma LL. nutrice Salana Non modo Dn. Georgii Frantzki[i] Totam Exercitationem Secundam hic brevißime saltem una cum Vindiciis enucleatam, Sed & Semidecadem aliarum quaestionum illustrium ad Pandectas pertinentium Praesidente Dn. Godofredo Fibigio In Auditorio ICtorum ad Ianuar. Jena.
- Johann Michael Dilherr; Otto Johann Witte: Hexas Exercitationum Historicarum. Jena 1639.
- Christoph Joachim Bucholtz; Otto Johann Witte; Peter Lucius: Decas quaestionum juris, quam praeside dn. Christophoro Joachimo Bucholtz die 21. Martij proponet Otto Joannes Witte. Rintelii: Typis exscripsit Petrus Lucius, typ. Acad., 1649.